# Kelurahan Sidokumpul (administrativ by i Indonesien, lat -7,45, long 112,72)
Kelurahan Sidokumpul är en administrativ by i Indonesien.   Den ligger i provinsen Jawa Timur, i den västra delen av landet, 700 km öster om huvudstaden Jakarta.